# Ananteris gorgonae
El escorpión de Gorgona (Ananteris gorgonae) es una especie de escorpión de la familia Buthidae.

## Distribución geográfica
Es endémico de la isla Gorgona, Cauca, Colombia.